# Insula Ischia
Ischia este o insulă a Italiei din Marea Tireniană, în Golful Napoli, la aproximativ 18 mile marine de localitatea Napoli. Principalul oraș al insulei se numește tot Ischia. Insula este înconjurată de plaje bogate în nisip  și mici golfuri (multe dintre ele ușor accesibil atât de pe uscat, cât și dinspre mare).
Aflată într-o zonă cu activitate vulcanică, insula beneficiază de însemnate resurse de ape termale, minerale și de noroi vulcanic care susțin principala industrie: turismul. Turiștii provin în special din Italia continentală și Germania, dar și din Marea Britanie sau unele țări din Asia. Limba oficială este italiana, dar datorită contactului cu turiști străini, majoritatea locuitorilor cunosc foarte bine germana și engleza.

## Etimologia
În antichitate insula  a fost numită de către latini  Aenaria, urmând o tradiție preluată de Martianus Capella de la Virgilius care nume insula Inarime sau Arime. De către greci a fost numită Pithekoūsai (Πιθηκοῦσαι), denumire care este folosită mai apoi și de latini sub forma  Pithecusa.
Etimologia este încă disputată, cert este că și toponimia latină și cea greacă pot duce către un cuvânt ce înseamnă „maimuță” (arimos în etruscă și πίθηκος, píthēkos în greacă veche), fapt ce ne poate duce cu gândul că insula ar fi fost în vechime habitatul unei specii de maimuțe, azi disparute, precum Gibraltarul, ipoteză însă neconfirmată, nici din surse arheologice și nici din surse literare antice. Pliniu propune o altă variantă, conform căreia numele grecesc derivă din grecescul pithos (vas de lut), căci insula era una de olari. Varianta latină este legată de Pliniu de o presupusă debarcare aici a lui Enea. O altă opinie face trimitere la o caracteristică a insulei, care și azi este plină de păduri de pin: pitueois (plin de pin), pituis (con de pin), pissa, pitta (rășină).
Expresia "Insula Visca" cu adjectivul grecesc (v) IXOS (lipicios) și căderea obișnuită a v inițial, oferă o origine probabilă a denumirii moderne „Insula Ischia”. La poalele Vezuviului acoperite cu pini, Herculaneum avea numele popular de "rășina", probabil, o reminiscență a unei piețe antice pentru acest produs. .
Numele actual apare pentru prima dată într-o scrisoare a Papei Leon al III- lea către Charlemagne în 813, iscla de la insula,având o posibilă etimologie un cuvânt semit în I-schra care înseamnă „Insula neagră”. 

## Geografia
Ischia este o insulă vulcanică în Marea Tireniană și face parte din regiunea italiană Campania. Este localizată în nordul Golfului Napoli, la 30 km de orașul Napoli. Cu o formă trapezoidală, Ischia masoara aproximativ 10 km de la est la vest și 7 km de la nord la sud, având circa 34 km de linie de coastă și o suprafață de 46.3 km². Este acoperită în întregime de munți, cel mai înalt vârf fiind Muntele Epomeo de 788 m. Insula are o populație de 62.733 locuitori .
Climatul este în general cald și umed, cu o temperatură maximă de 38 ° C, în sezonul de vârf. Vremea este optimă în cea mai mare parte a anului. Iarna are temperaturi blânde, cu ploi scurte. 
Cel mai mare oraș din Ischia este, de fapt (și de multe ori confuz, pentru turiști), numit tot Ischia. Orașul Ischia are două centre diferite: Ischia Porto și Ischia Ponte. Ischia Porto este centrul comercial al insulei și este numit după portul principal. Ischia Ponte (Ponte înseamnă pod în limba italiană) este numit dup[ podul din apropiere construit pentru a conecta Castello Aragonese cu insula.
Forio este al doilea cel mai important oraș din Ischia ca populație și activitate comercială. Acesta se întinde între două promontorii, Punta Caruso și Punta Imperatore, care coboară prin podgorii spre cele mai frumoase plaje de pe insulă. Forio are o suprafață de 13 km² , cu o populație de 12638 locuitori și o înălțime care atinge 700 m în zona Falanga. Forio este singurul oraș care a conservat centrul istoric, cu clădiri, biserici, turnuri și monumente a căror structură a rămas neschimbată. Alte așezări mai importante sunt Barano d'Ischia, Casamicciola Terme, Lacco Ameno și Serrara Fontana.
Insula a apărut ca urmare a erupției unui vulcan submarin care s-a prăbușit treptat în ultimii 100 000 de ani. Activitatea vulcanică de pe Ischia a fost, în general, caracterizată prin erupții nu foarte mari, la o distanță mare în timp. După erupțiile din timpurile romane și grecești, ultimul a avut loc în 1301 în partea de est a insulei.

## Clima
Ischia are un climat mediteranean caracterizat prin veri calde, uscate,cu precipitații mai însemnate toamna și iarna. Temperaturile din timpul iernii blânde. 
Temperatura medie anuală este de aprox. 17 ° C. Pe luni temperatura medie cea mai mare este în august de circa  25 ° C, iar cea mai scăzută temperatură medie lunară a fost calculată la 9 ° C în ianuarie. 
Vânturile bat în rafale lungi, toamna și iarna dinspre sud-vest, iar primăvara și uneori vara dinspre nord și nord-est. Uneori se formează ceață, dar din fericire nu foarte frecvent. Furtunile și perturbațiile atmosferice mai mari sunt extrem de rare, datorită, probabil, suprafeței relativ reduse a insulei, care nu permite supraîncălzirea solului și a distanței apreciabile de cei mai apropiați munți, Apeninii. Precipitațiile sunt mai însemnate toamna și iarna. 
Umiditatea înregistrează valori în jur de 60% în iulie-august, în timp ce în octombrie are valori care depășesc 70%. Umiditatea ridicată a climatului marin este compensată în mare măsură de către funcția de ventilație a acestui climat (briza). Stabilitatea relativă a vremii și climatul blând al insulei Ischia sunt benefice pentru sănătate.

## Galerie de imagini

Ischia
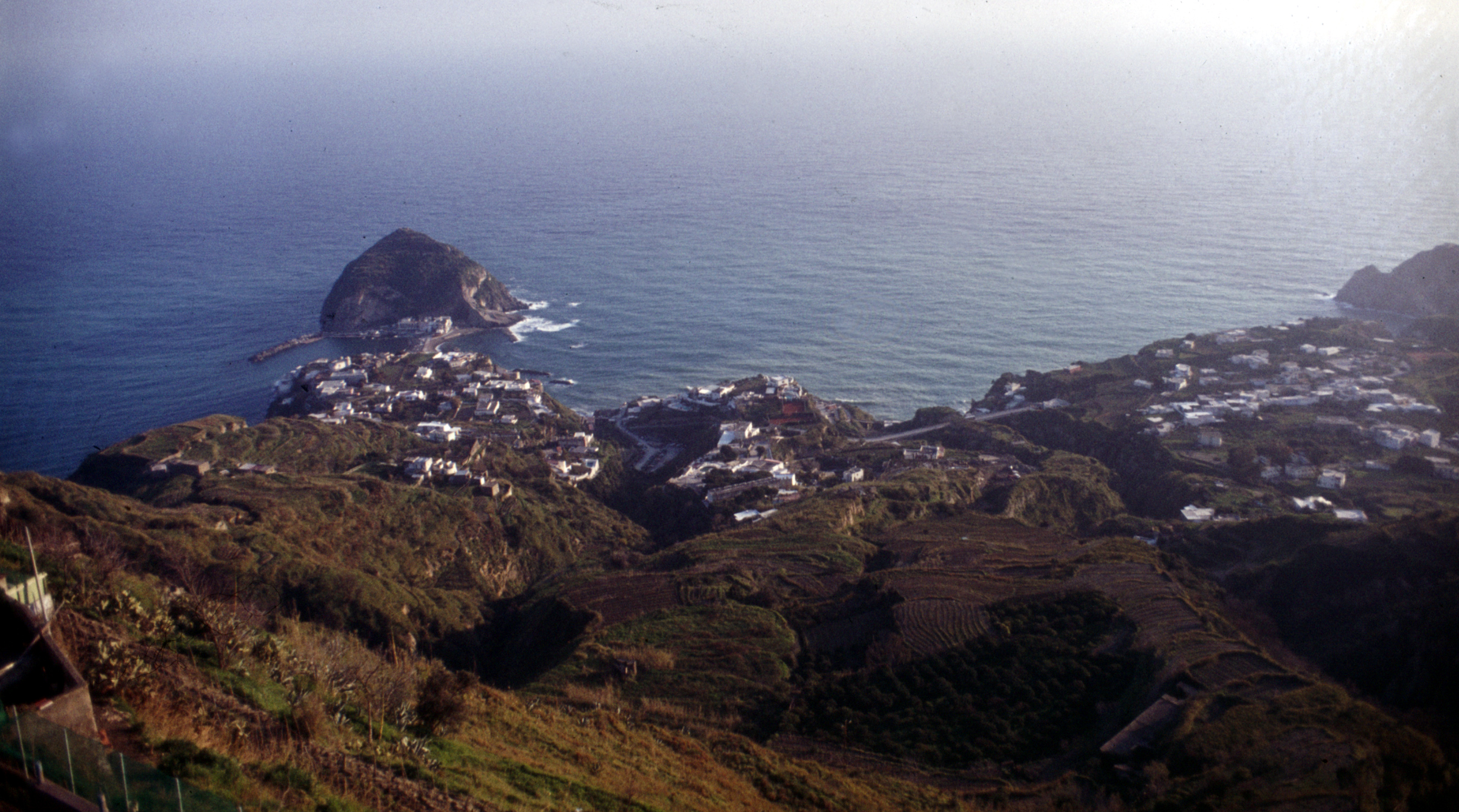
San Angelo
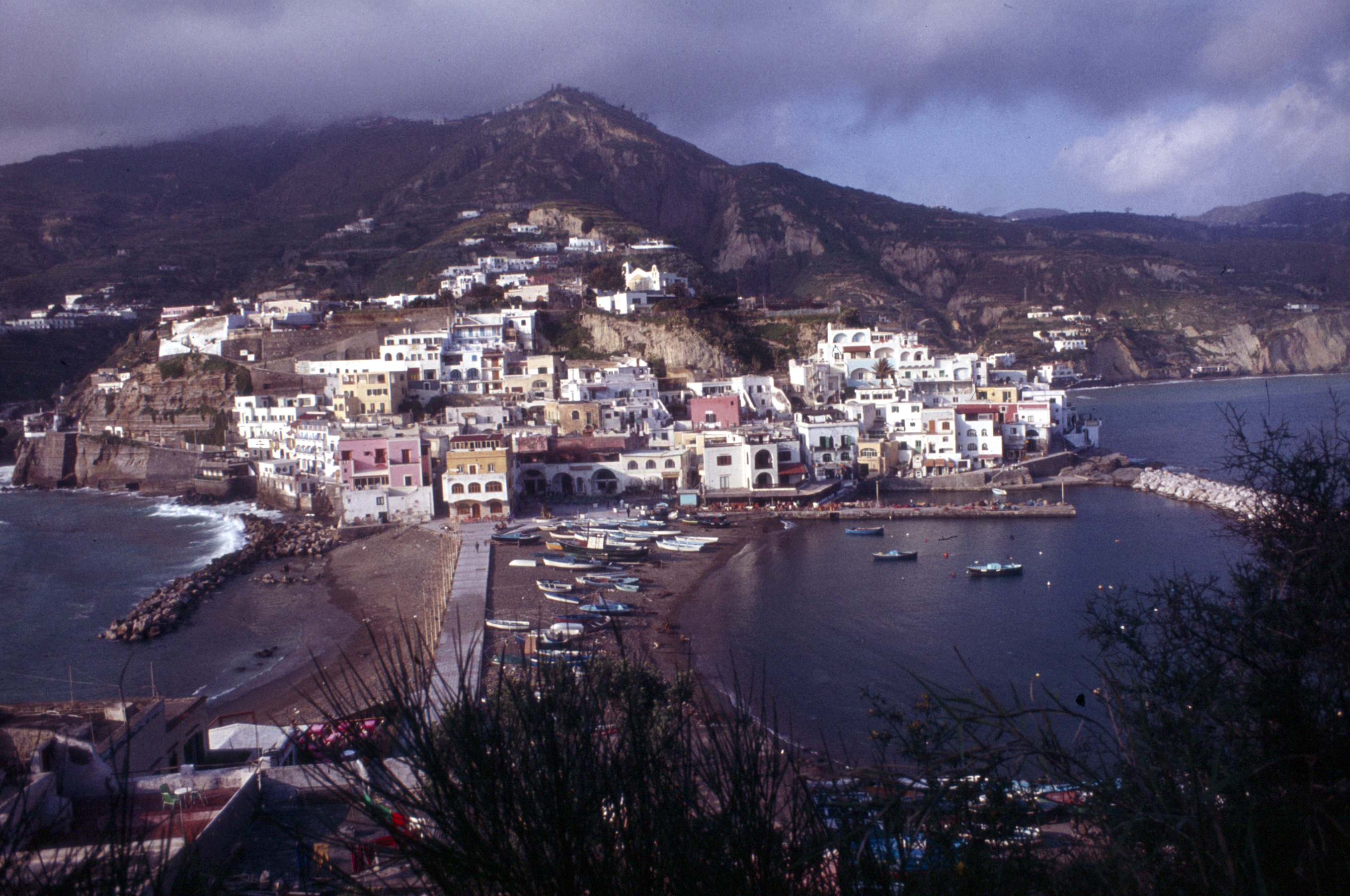
San Angelo
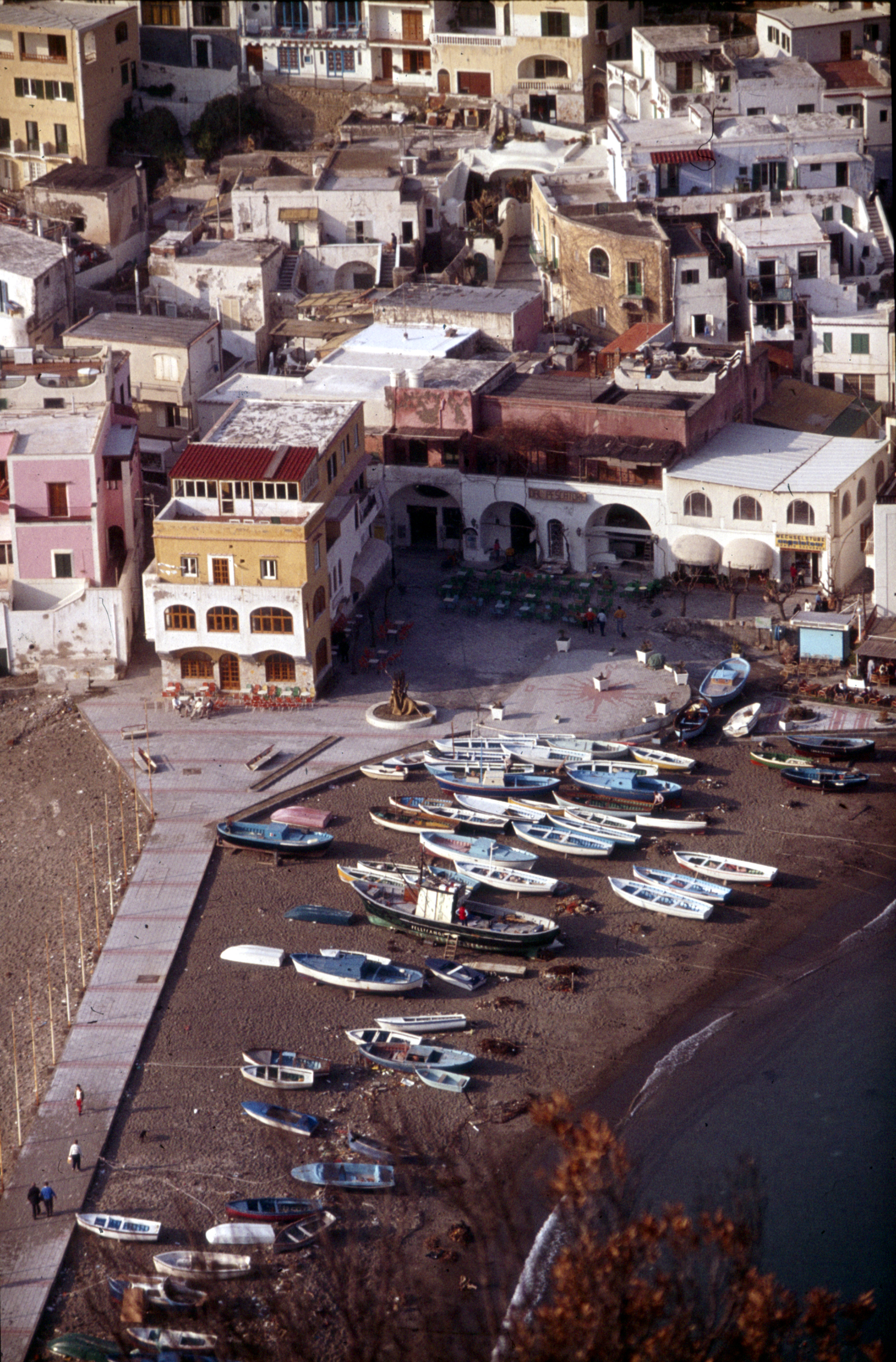
San Angelo
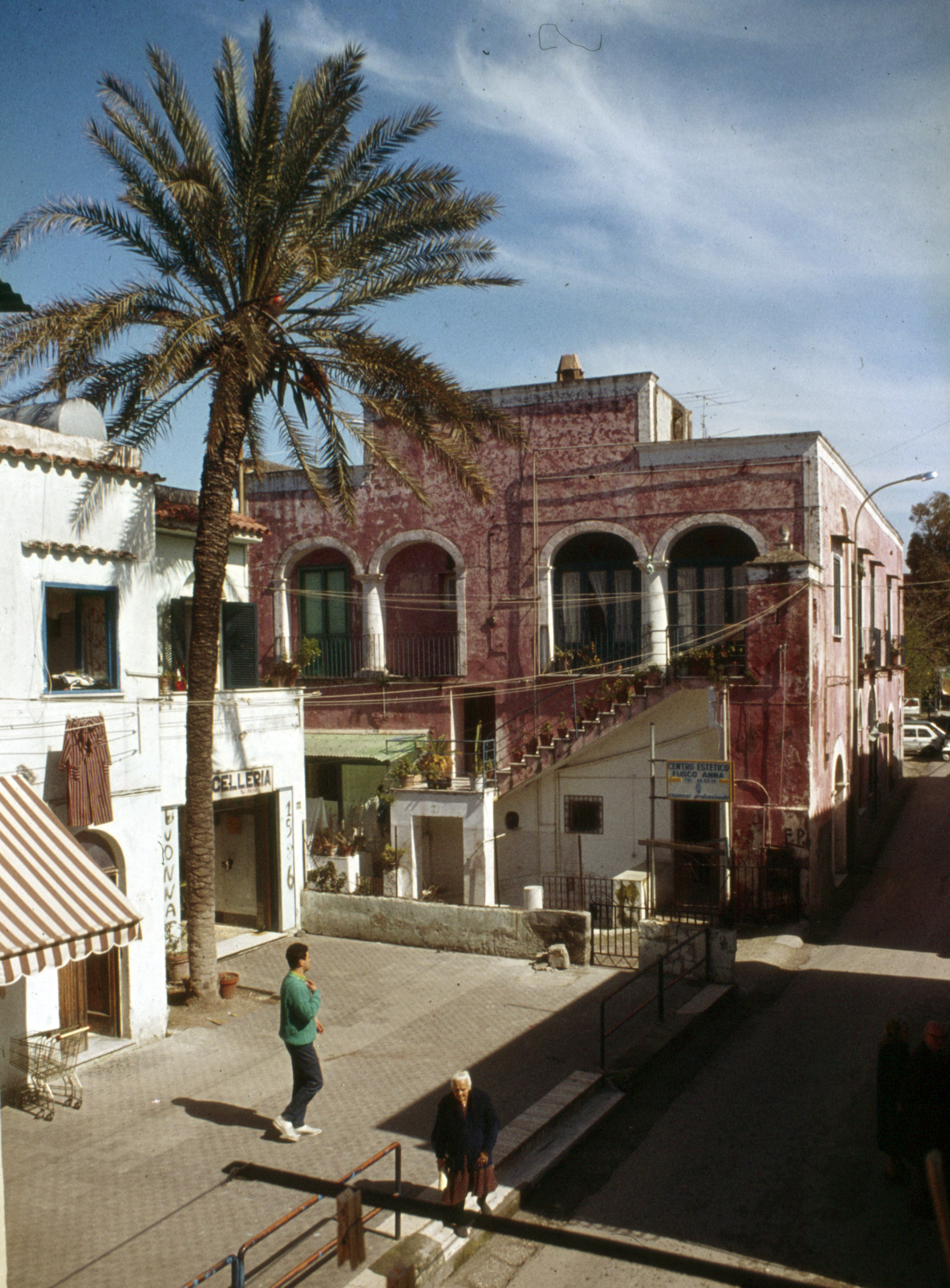
Casamicciola
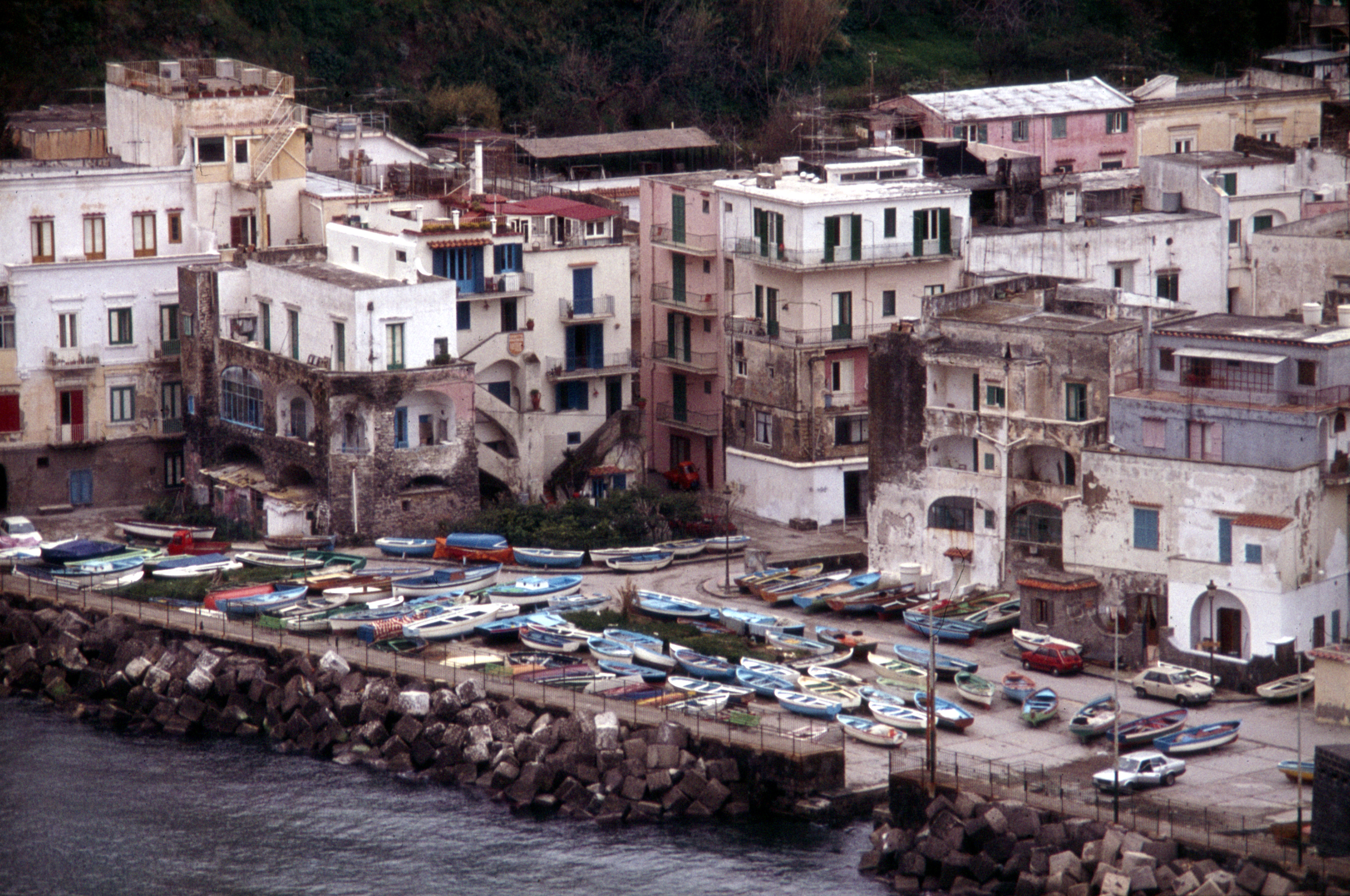
Ischia Ponte
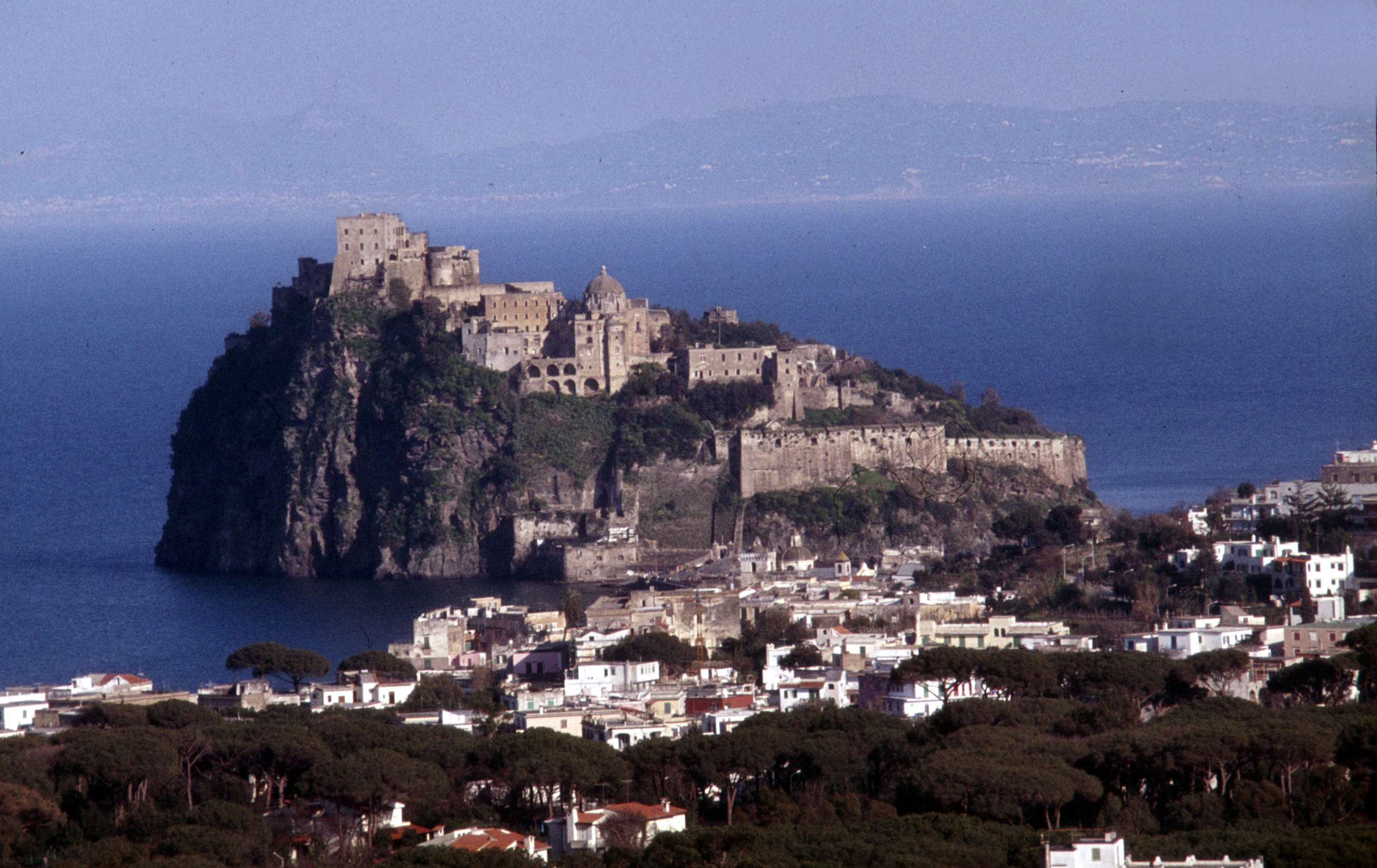
Castello Aragonese
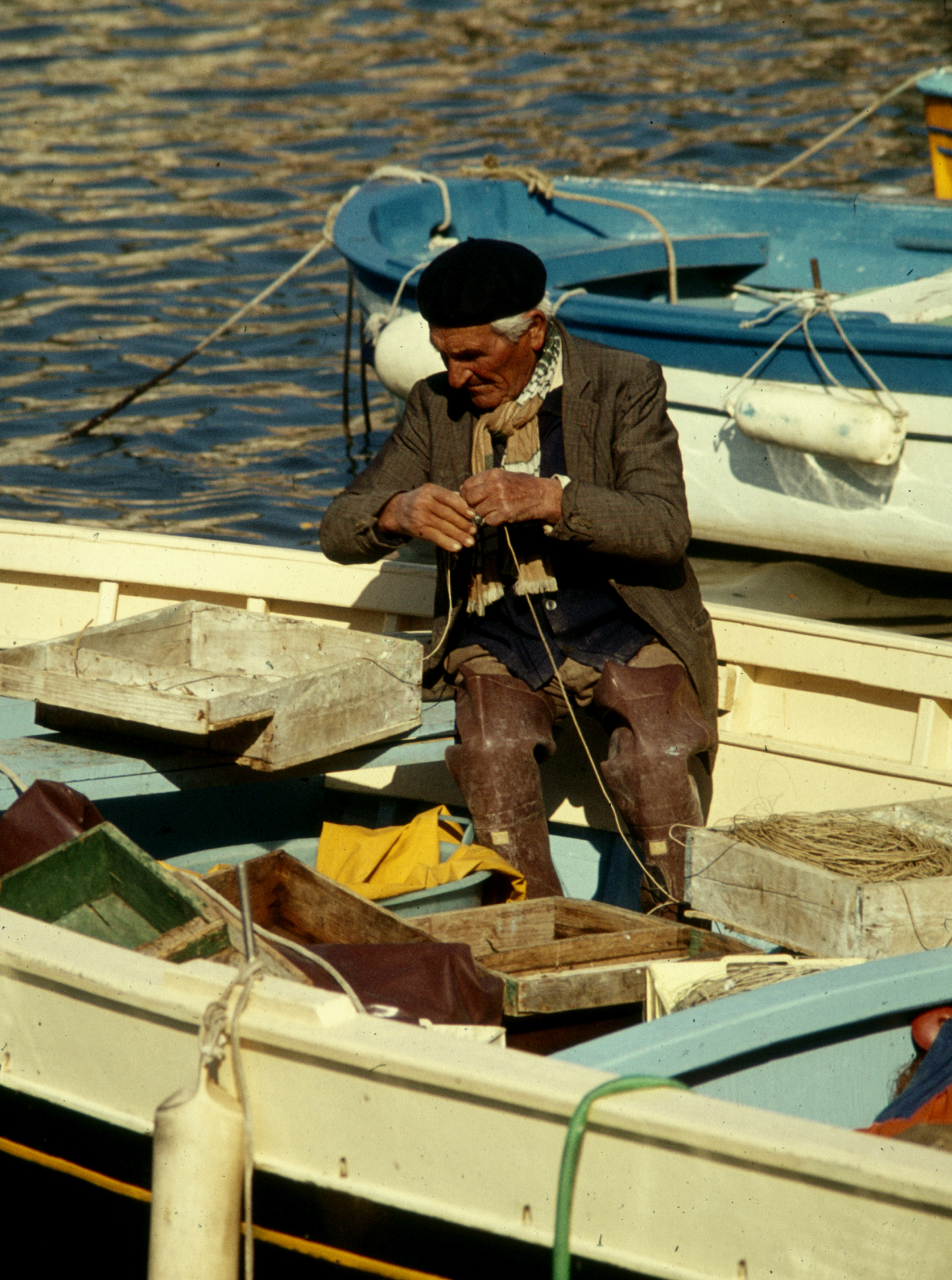
Ischia Porto
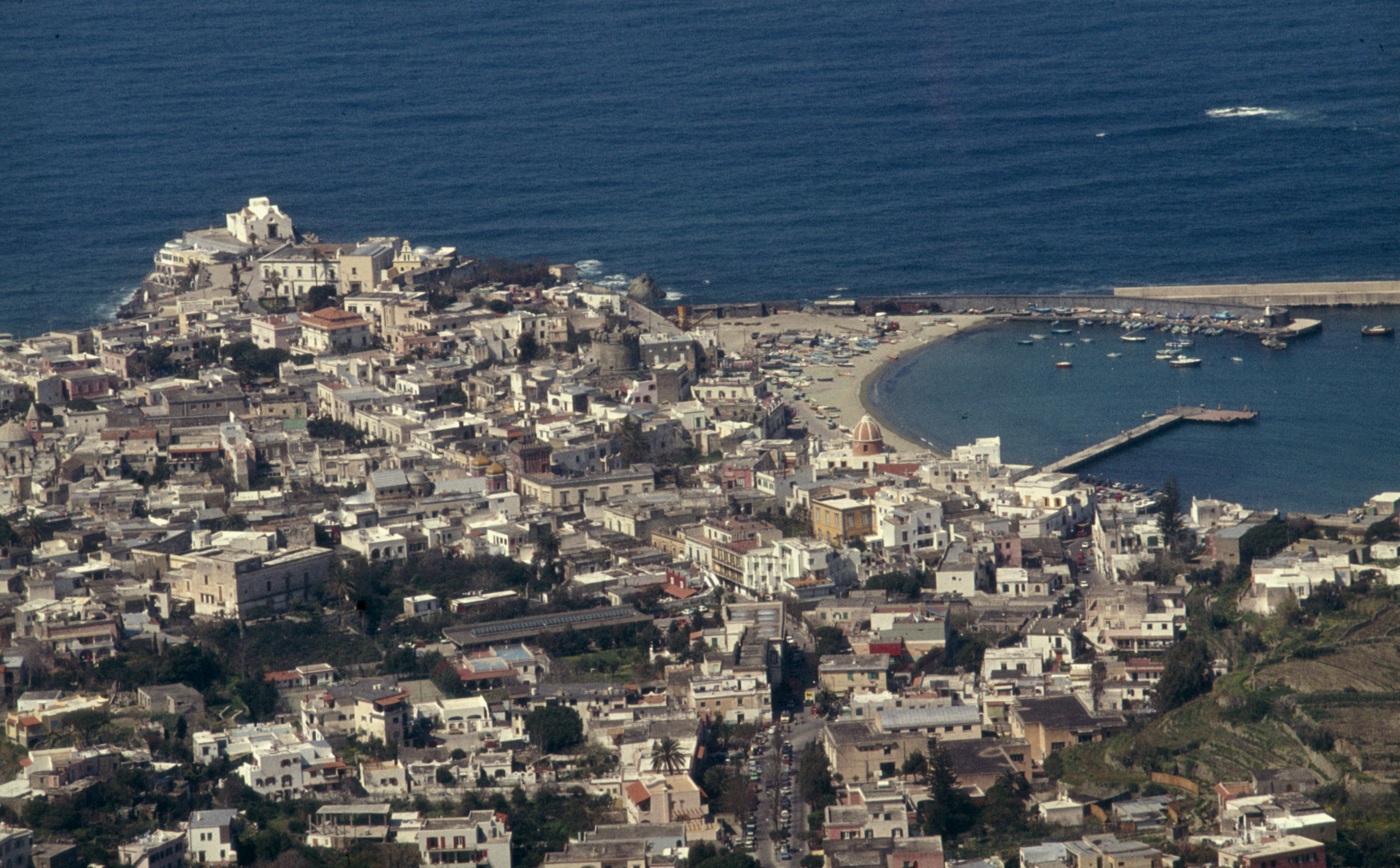
Forio
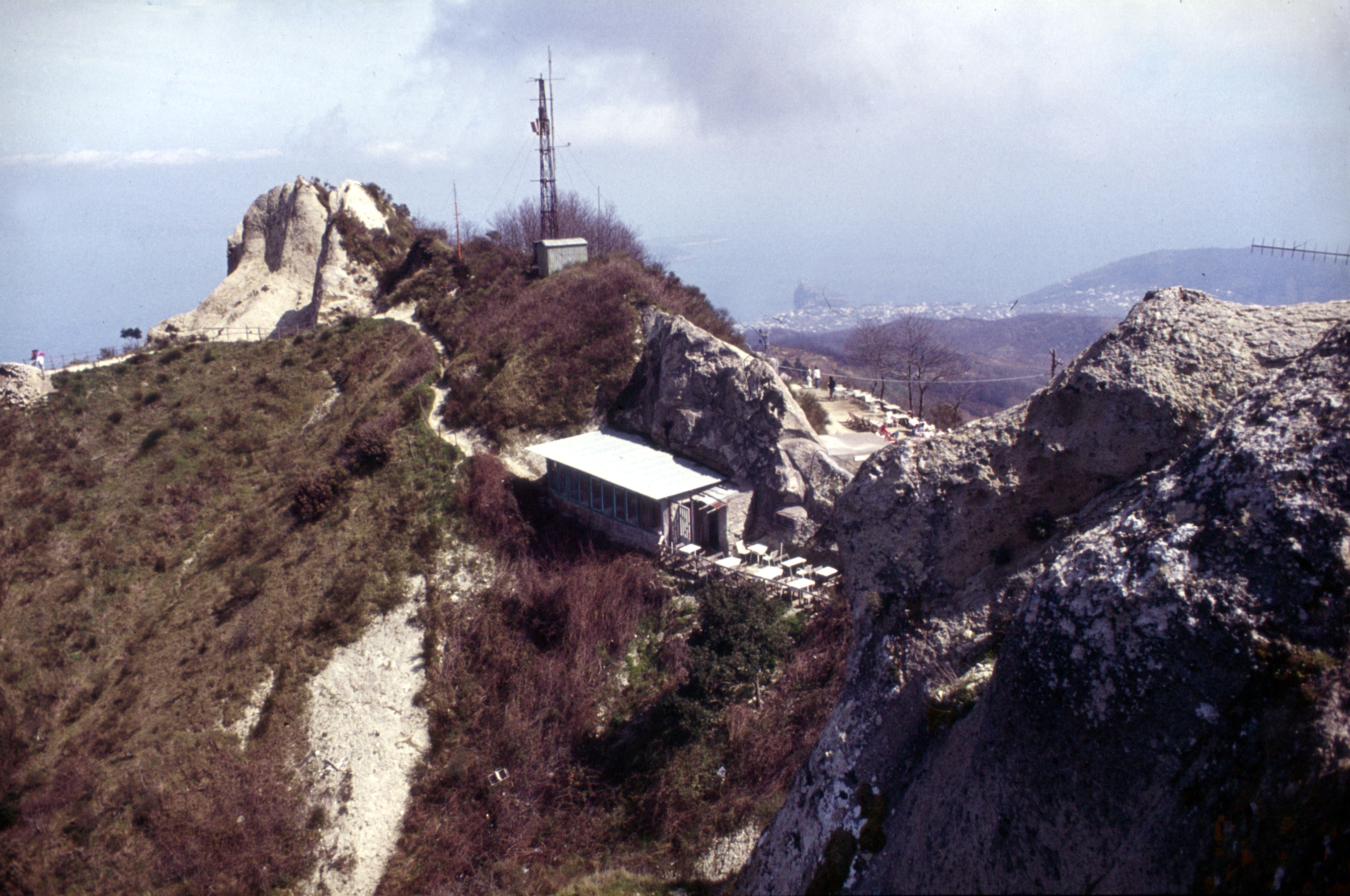
Epomeo